# Asociación de Electricistas Polacos
La Asociación de Electricistas Polacos (Stowarzyszenie Elektryków Polskich, SEP) es una organización no gubernamental polaca que integra a la comunidad de electricistas de origen polaco en todo el mundo. Gracias a su fórmula de afiliación abierta, reúne tanto a ingenieros y técnicos como a jóvenes estudiantes (alumnos de escuelas técnicas y profesionales) de ingeniería eléctrica en el sentido más amplio.

## Actividades
El SEP se dedica principalmente a actividades de divulgación y educación (cursos de formación para el manejo de equipos eléctricos). También participa en la evaluación de la conformidad de los productos eléctricos de baja tensión (desde 1933), a través de su oficina de investigación de la calidad, una agencia de la SEP que cuenta con acreditaciones nacionales y el reconocimiento de las organizaciones internacionales y europeas más prestigiosas. También lleva a cabo una amplia cooperación internacional bajo el nombre inglés de «Association of Polish Electrical Engineers». Es miembro de la Federación Nacional de Asociaciones Científicas y Técnicas de Polonia y de la organización europea EUREL.

## Historia
Del 7 al 9 de junio de 1919 se celebró un congreso para crear la Asociación de Ingenieros Eléctricos de Polonia. El profesor Mieczysław Pożaryski fue elegido su primer presidente. En 1928, la organización se fusionó con la Asociación de Radioingenieros Polacos, y en 1929 se cambió el nombre por el actual por decisión de la junta directiva. En 1939, la Asociación de Teleingenieros Polacos se unió a la SEP.

## Presidentes de la SEP
- 1919–1928 – Mieczysław Pożaryski (primer presidente de la SEP)
- 1928–1929 – Kazimierz Straszewski
- 1929–1930 – Zygmunt Okoniewski
- 1930–1931 – Kazimierz Straszewski
- 1931–1932 – Felicjan Karśnicki
- 1932–1933 – Tadeusz Czaplicki
- 1933–1934 – Alfons Kühn
- 1934–1935 – Jan Obrąpalski
- 1935–1936 – Alfons Kühn
- 1936–1937 – Janusz Groszkowski
- 1937–1938 – Alfons Hoffmann
- 1938–1939 – Kazimierz Szpotański
- 1939 – Antoni Krzyczkowski
- 1939–1946 – Kazimierz Szpotański
- 1946–1947 – Kazimierz Straszewski
- 1947–1949 – Włodzimierz Szumilin
- 1949–1950 – Stanisław Ignatowicz
- 1950–1951 – Tadeusz Żarnecki
- 1951–1952 – Jerzy Lando
- 1952–1959 – Kazimierz Kolbiński
- 1959–1961 – Tadeusz Kahl
- 1961–1981 – Tadeusz Dryzek
- 1981–1987 – Jacek Szpotański
- 1987–1990 – Bohdan Paszkowski
- 1990–1994 – Jacek Szpotański
- 1994–1998 – Cyprian Brudkowski
- 1998–2002 – Stanisław Bolkowski
- 2002–2006 – Stanisław Bolkowski
- 2006–2014 – Jerzy Barglik
- 2014–2022 – Piotr Szymczak[7]
- desde 2022 – Sławomir Cieślik